# بورنگ
بورنگ روستایی در دهستان میاندشت و مرکز بخش میاندشت شهرستان درمیان استان خراسان جنوبی ایران است. بر پایه سرشماری عمومی نفوس و مسکن در سال ۱۳۹۰ جمعیت این روستا ۲٬۷۷۲ نفر (در ۷۴۷ خانوار) بوده‌است.

## معنی لغت
معنی بورنگ در لغت‌نامه دهخدا: یک نوع گیاه کوهی.
(بورنگ نوعی ریحان کودرزبان پهلوی بور(boor) به معنای سرخی مایل به قهوه‌ای وبوران(booran) به معنای گلگون وسرخ فام می‌باشد و ازاینروست که به افراد سرخ وسفیدهم بور می‌گوییم. در نام سرزمین‌های بسیاری این واژه بکار رفته‌است که شاید یک برهانش رنگ خاک وکوه‌های سرخ رنگ آن سرزمین‌ها باشد)